# ミドル・イースト航空438便爆破事件
ミドル・イースト航空438便爆破事件とは1976年1月1日に発生した航空機爆破テロ事件である。81人の乗員乗客全員が死亡したこの事件はオマーンの過激派による犯行と思われているものの、およそ半世紀近く経った2023年でも容疑者は判明しておらず未解決となっている。

## 航空機
事故機のボーイング720-023B（OD-AFT）は製造番号18020として製造され、1960年9月に初飛行した後同年10月にアメリカン航空へ納入された機体であり、当初の機体記号はN7534Aであった。約11年後の1971年の7月に修理業者へ整備も兼ねて売却され、翌年の1972年に機体記号がOD-AFTに変更された上でミドル・イースト航空へと転売された。エンジンはプラット・アンド・ウィットニーのJT3D-1-MC7ターボファンエンジンが4発備え付けられていた。

## 爆破事件
438便はレバノンのベイルートとオマーンのマスカットをドバイ経由で結ぶ国際線の定期便だった。438便にはベイルートを発った時点で乗員15人と乗客66人(67人とする報道もある)が搭乗していた。
経由地のドバイへ向けベイルートを出発してから1時間40分後の午前5時半頃、突如として貨物室に設置されていた爆弾が爆発。上空11,300メートル (37,100 ft)で機体はバラバラになりサウジアラビアのQaisumahの北西37kmの地点に墜落した。
この事故は当時としてはサウジアラビア史上最悪の事故であり、現在でも6番目に死傷者が多い事故として記録されている他、ボーイング720による事故の中でもパキスタン国際航空705便墜落事故に次いで2番目に犠牲者の多い事故となっている

## 捜査
複数の報告書では爆弾を設置したのはオマーンの過激派だとされている。爆弾のタイマーはマスカット空港に到着した後に爆発するようセットされていたが、機材トラブルにより当初使用する予定だったボーイング747からボーイング720へと急遽機材変更されたことや、荷物の積み込みや搭乗手続きに時間がかかったことにより、空港にいる間ではなく飛行中に爆弾が爆発したとしている。